# Balloon Flower (Koons)
Balloon Flower is een reeks van vijf kunstwerken in verschillende kleuren van de Amerikaanse kunstenaar Jeff Koons (1955). De beelden werden gemaakt in de periode 1995-2000 en meten 340 × 285 × 260 cm. Ze zijn van gepolijst, roestvast staal en lijken daardoor en door hun vorm samengesteld te zijn uit ballonnen.
In juli 2008 werd een van de versies, Balloon Flower (Magenta), verkocht door veilinghuis Christie's in Londen voor 25,7 miljoen dollar.